# HD 4113
HD 4113 är en dubbelstjärna, belägen i den södra delen av stjärnbilden Bildhuggaren. Den har en skenbar magnitud av ca 7,88 och kräver åtminstone en stark handkikare för att kunna observeras. Baserat på parallax enligt Gaia Data Release 2 på ca 23,9 mas, beräknas den befinna sig på ett avstånd på ca 137 ljusår (ca 42 parsek) från solen. Den rör sig bort från solen med en heliocentrisk radialhastighet på ca 5 km/s.

## Egenskaper
Primärstjärnan HD 4113 A är en gul till vit stjärna i huvudserien av spektralklass G5 V. Stjärnan är metallrik, med nästan samma massa, radie och luminositet som solen och därför betraktas den som en solliknande stjärna.
Följeslagaren, HD 4113 B, är en röd dvärg av spektralklass M0–1V med en vinkelseparation av 43 bågsekunder, vilket motsvarar en projicerad separation av 2 000 AE. Omkring stjärnan kretsar även en jätteplanet och en brun dvärg; det senare har direkt avbildats.

## Planetsystem
Den 26 oktober 2007 kunde Tamuz genom användning av radialhastighetsmetoden hitta en planet, med en minsta massa motsvarande en och en halv Jupitermassa, som kretsar kring HD 4113 på ett avstånd av 1,28 AE.